# زخاليات
زخاليات أو بقيات حمراء أو صباغة القطن أو الخنافس الرئيسة أو فصيلة بيروهوكوريدي (الاسم العلمي: Pyrrhocoridae)، هي فصيلة حشرات من نصفيات الأجنحة. لديها أكثر من 300 نوع ومنتشرة في جميع أقطار العالم.